# Senlecques
Senlecques é uma comuna francesa na região administrativa de Altos da França, no departamento de Pas-de-Calais. Estende-se por uma área de 2,01 km². Em 2010 a comuna tinha 273 habitantes (densidade: 135,8 hab./km²).